# Bassaniodes dolpoensis
Bassaniodes dolpoensis es una especie de araña cangrejo del género Bassaniodes, familia Thomisidae. Fue descrita científicamente por Ono en 1978.

## Distribución
Esta especie se encuentra en Nepal y China.